# エスティ・ローダー

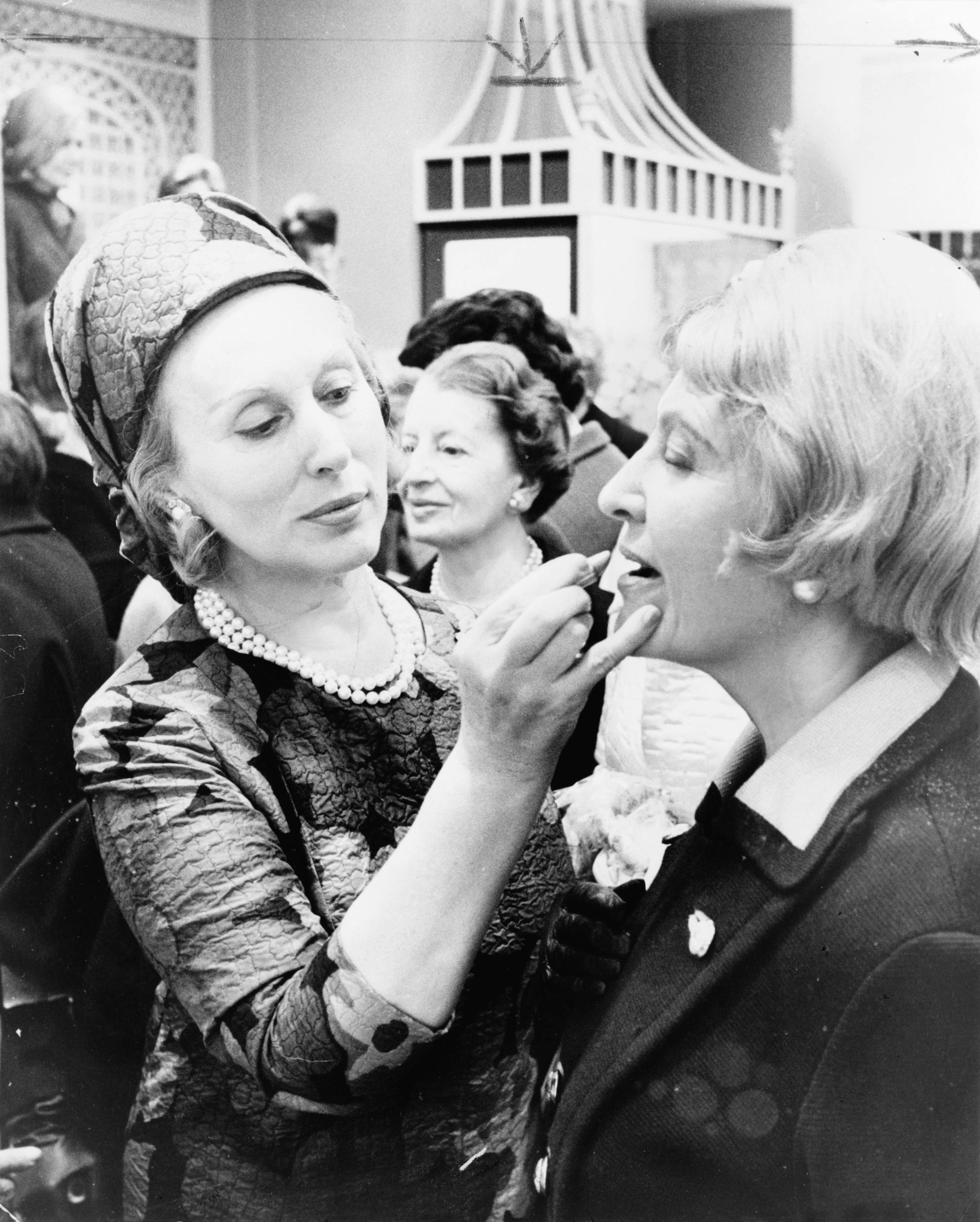
エスティ・ローダー(1966年)

エスティ・ローダー（Estée Lauder, 1906年7月1日 - 2004年4月24日）は、化粧品ブランド・エスティ ローダー株式会社の創設に深く関わった女性。本名はジョーゼフィーン・エスター・メンツァー（メンツェル・エステル・ヨージェファ） Josephine Esther Mentzer (Mentzer Eszter Józsefa)。

## 来歴
ハンガリー系ユダヤ人の父親マックス・メンツァー（Max Mentzer (Mentzer Miksa)）と、フランスにいた東欧系ユダヤ人の母親（カトリック）ローズ・ショッツ＝ローゼンタール（Rose Schotz-Rosenthal）のもと、ニューヨークにて生まれた。
1946年、皮膚科学の専門家であった伯父の開発したクリームの営業・販売を担当する形で、エスティローダー社を創設した。